# Quercus lungmaiensis
Quercus lungmaiensis — вид рослин з родини букових (Fagaceae), ендемік Китаю.

## Опис
Це дерево заввишки до 30 м. Гілочки голі. Листки ± шкірясті, довгасті, 9–11 × 3–4 см; основа клиноподібна або злегка закруглена; верхівка загострена; край цілий біля основи, різко зубчастий біля верхівки; верх зелений, голий; низ сірувато-зелений, віддалено волохатий; ніжка листка гола, 2–3 см. Цвітіння: березень — квітень. Жіночі суцвіття завдовжки 25 мм. Жолуді парні або до 3, на плодоніжці довжиною 20–30 мм, яйцюваті, завдовжки 12–20 мм; чашечка вкриває від 1/3 до 1/2 горіха, з зубчастими лусочками в 7–9 концентричних кільцях; дозрівають у перший рік.

## Середовище проживання
Ендемік Китаю — пд.-сх. Юньнань; росте на висотах від 1100 до 1300 метрів; населяє скелясті гори.